# Henric al III-lea de Meissen
Henric al III-lea supranumit cel Ilustru (n. 1215, Meißen, Principatul Saxoniei, Germania – d. 15 februarie 1288, Dresda, Marca de Meissen), membru al casei de Wettin a fost margraf de Meissen, ca și margraf de Luzacia (ca Henric al IV-lea) din 1221 până la moarte, iar din 1242 a fost și landgraf de Turingia.

## Viața
Născut probabil în castelul Albrechtsburg din Meissen, Henric era fiul cel mai tânăr al margrafului Theodoric I de Meissen și al soției sale, Jutta, fiica landgrafului Herman I de Turingia. În 1221 el a succedat tatălui său ca margraf de Meissen și Luzacia, inițial sub tutela unchiului său matern, landgraful Ludovic al IV-lea de Turingia, iar după moartea acestuia în 1227, sub tutela ducelui Albert I de Saxonia. În 1230 el a fost declarat legal ca ajuns la vârsta maturității și a fost logodit cu viitoarea sa soție Constanța de Babenberg, fiica ducelui Leopold al VI-lea al Austriei.

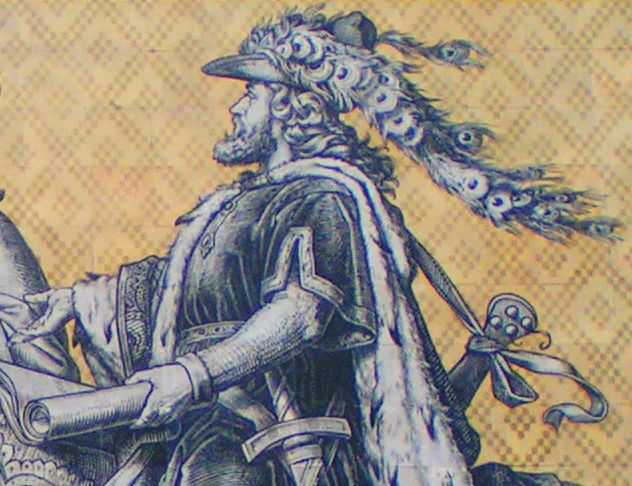
Henric al III-lea de Meissen (Procesiunea principilor, Augustusstraße în Dresda, sfârșitul secolului al XIX-lea)

Henric a participat la prima sa luptă la Balga, în timpul cruciadei împotriva prusienilor din 1237 condusă de Cavalerii teutoni. În 1245, după mulți ani de conflict cu margrafii Ascanieni de Brandenburg, Henric a fost nevoit să cedeze fortărețele de la Köpenick, Teltow și Mittenwalde, situate în nordul Luzaciei Inferioare. Totuși, în 1249 Boleslav cel Chel, ducele Sileziei i-a dat regiunea răsăriteană din jurul castelului Schiedlo de pe malurile Oderului, unde Henric a întemeiat orașul Fürstenberg .
În conflictul dintre împăratul Frederic al II-lea de Hohenstaufen și papa Grigore al IX-lea, Henric a fost de partea împăratului. În semn de recunoștință, Frederic al II-lea i-a promis în 1242 moștenirea lui Henric Raspe ca landgraf de Turingia și conte palatin al Saxoniei. În plus, în 1243 împăratul și-a logodit fiica, Margareta de Sicilia cu fiul lui Henric, viitorul Albert al II-lea.
Henric a rămas susținător al casei de Hohenstaufen. Abia după izgonirea fiului lui Frederic, regele romano-german Conrad al IV-lea, Henric l-a recunoscut pe anti-regele Wilhelm al II-lea al Olandei. După moartea lui Henric Raspe în 1247, Henric și-a afirmat drepturile asupra Turingiei prin forță militară, în cadrul Războiului de succesiune a Turingiei împotriva pretențiilor emise de Sofia de Turingia, fiica decedatului landgraf Ludovic al IV-lea, și de soțul acesteia, ducele Henric al II-lea de Brabant, ca și de principele Siegfried I de Anhalt-Zerbst. După un lung război Henric a reușit să dea landgrafiatul de Hessa fiului mai mic al Sofiei de Turingia, Henric, însă a păstrat Turingia pe care a dat-o fiului său Albert, împreună cu palatinatul Saxoniei. Turingia a sporit în mod semnificativ posesiunile teritoriale ale casei de Wettin, care cuprindeau acum teritoriul de la granița cu Silezia, de la râul Bóbr în est până la râul Werra în apus, și de la granița cu Boemia, de-a lungul lanțului muntos Erzgebirge în sud până la lanțul muntos Harz în nord.
Începând din 1273 Henric a devenit un important sprijin pentru noul rege romano-german Rudolf I de Habsburg, în conflictele acestuia cu rivalul său Ottokar al II-lea, regele Boemiei. După Bătălia de pe Marchfeld, Henric a obținut, printre altele, orașul Sayda și Castelul Purschenstein de lângă Neuhausen. 
În 1265 posesiunile familiei s-au mărit prin adăugarea teritoriului Pleissnerland din jurul orașului Altenburg, zestrea nurorii sale Margareta, soția fiului său mai mare, Albert. Pentru fiul mai mic, Dietrich (Theodoric), Henric crease – deși fără consimțământul imperial – marca de Landsberg în partea apuseană a teritoriilor luzaciene din jurul Leipzigului. Henric a păstrat pentru sine doar Marca de Meissen, restul teritoriilor Luzaciei Inferioare și o formală putere de supraveghere asupra fiilor săi. Dezordinea internă provocată de politica excentrică a fiului său Albert, a umbrit ultimii ani ai domniei sale. Multă vreme după moartea sa în 1288 Luzacia și Turingia au fost pierdute.
Henric a fost cunoscut în întreg imperiul ca un principe puternic, celebru ca patron al artelor și cavaler model, dar și binecunoscut ca poet și compozitor. Henric a organizat numeroase turniruri și competiții muzicale, în care el însuși lua parte. Din ordinul lui a fost compusă faimoasa Christherre-Chronik.

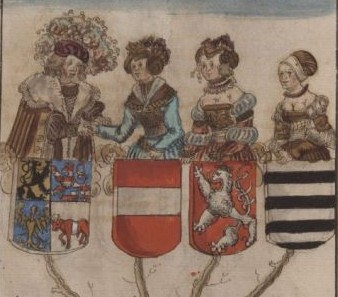
Henric și cele trei soții ale sale (cronicile saxone ale lui Georg Spalatin, c. 1520)

## Căsătorii și descendenți
În 1234 Henric s-a căsătorit cu Constanța de Babenberg, fiica ducelui Leopold al VI-lea al Austriei, cu care a avut doi fii:
- Albert (1240–1314), viitorul margraf de Meissen;
- Theodoric (1242–1285).

După moartea Constanței în 1243, Henric s-a căsătorit în 1244 cu Agnes de Boemia (d. 1268), fiica regelui Venceslau I al Boemiei, cu care nu a avut copii. 
A treia oară Henric s-a căsătorit în 1273 cu fiica unui ministerialis, Elisabeta de Maltitz (1238–1333), cu care a avut, de asemenea, doi fii:
- Frederic (1273–1243), căsătorit în 1305 cu Iudita de Schwarzburg;
- Herman.